# Kerstin Behrendt
Kerstin Behrendt, född den 2 september 1967, är en tysk före detta friidrottare som tävlade för Östtyskland i kortdistanslöpning.
Behrendts individuellt främsta merit är bronsmedaljen vid EM 1990 på 100 meter. Hon ingick i flera östtyska stafettlag över 4 x 100 meter som nådde stora framgångar. Hon blev silvermedaljör både vid Olympiska sommarspelen 1988 och vid VM 1987. Dessutom blev hon guldmedaljör vid EM 1990.